# Campoletis
Campoletis är ett släkte av steklar som beskrevs av Förster 1869. Campoletis ingår i familjen brokparasitsteklar.

## Bildgalleri

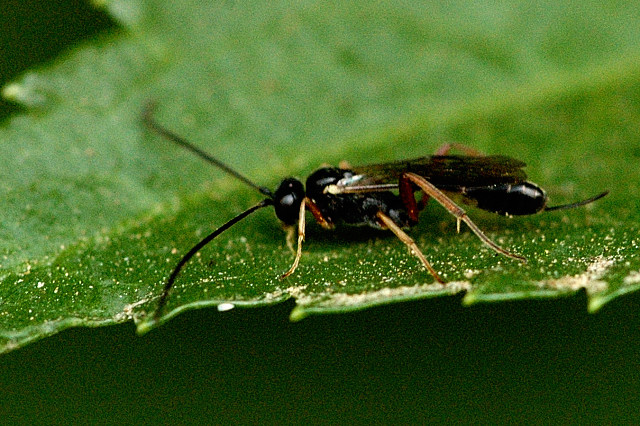

## Dottertaxa tillCampoletis, i alfabetisk ordning[1][2]
- Campoletis agilis
- Campoletis annulata
- Campoletis apicata
- Campoletis aprilis
- Campoletis argentifrons
- Campoletis atkinsoni
- Campoletis atypica
- Campoletis australis
- Campoletis banksi
- Campoletis californica
- Campoletis chlorideae
- Campoletis cinctula
- Campoletis clavata
- Campoletis clitellaria
- Campoletis cognata
- Campoletis compacta
- Campoletis congesta
- Campoletis conjuncta
- Campoletis crassicornis
- Campoletis cubicator
- Campoletis curvicauda
- Campoletis dilatator
- Campoletis distincta
- Campoletis diversa
- Campoletis dorsalis
- Campoletis ensator
- Campoletis erythropus
- Campoletis exarmator
- Campoletis excavata
- Campoletis fasciata
- Campoletis femoralis
- Campoletis flavicincta
- Campoletis fuscipes
- Campoletis gastrolinae
- Campoletis gorhami
- Campoletis grioti
- Campoletis heliae
- Campoletis holmgreni
- Campoletis hongkongensis
- Campoletis hoppingi
- Campoletis horstmanni
- Campoletis imperfecta
- Campoletis incisa
- Campoletis incompleta
- Campoletis intermedia
- Campoletis julia
- Campoletis kingi
- Campoletis kumatai
- Campoletis latrator
- Campoletis linearis
- Campoletis lipomerus
- Campoletis longicalcar
- Campoletis longiceps
- Campoletis luminosator
- Campoletis madeirae
- Campoletis maia
- Campoletis media
- Campoletis melanocera
- Campoletis melanomera
- Campoletis mitis
- Campoletis morosa
- Campoletis mucronella
- Campoletis nigricoxa
- Campoletis nigripes
- Campoletis nigriscaposa
- Campoletis obstructor
- Campoletis oxylus
- Campoletis pacifica
- Campoletis parasignata
- Campoletis patsuiketorum
- Campoletis pedunculata
- Campoletis periscelis
- Campoletis plena
- Campoletis postica
- Campoletis punctata
- Campoletis pyralidis
- Campoletis rapax
- Campoletis raptor
- Campoletis rectangulator
- Campoletis rodnensis
- Campoletis rostrata
- Campoletis rufosignata
- Campoletis rugosipropodeum
- Campoletis septentrionalis
- Campoletis signata
- Campoletis sonorensis
- Campoletis sordicincta
- Campoletis striatipes
- Campoletis taeniolata
- Campoletis takizawai
- Campoletis tasmaniensis
- Campoletis thomsoni
- Campoletis tibetana
- Campoletis tibialis
- Campoletis tibiator
- Campoletis trichoptili
- Campoletis varians
- Campoletis viennensis
- Campoletis vimmeri
- Campoletis yakutatensis
- Campoletis zonata